# 나디르 벨하지
나디르 벨하지(아랍어: نذير بلحاج)는 알제리의 축구 선수로 포지션은 레프트 백이다. 현재 무아이다르에서 활약하고 있다.

## 선수 경력
프랑스에서 태어나서 프랑스 유소년 국가대표팀까지 뛰었던 나디르는 2004년부터 알제리 축구 국가대표팀에서 활약했다.